# Paradoks ljestava
Paradoks ljestava je misaoni pokus u posebnoj teoriji relativnosti u kojem dugačke ljestve gibajući se vodoravno brzinom bliskom brzini svjetlosti bivaju podložne kontrakciji dužine tako da mogu biti smještene u manju garažu.

## Paradoks
Dugačke ljestve gibajući se vodoravno brzinom bliskom brzini svjetlosti bivaju podložne kontrakciji dužine tako da mogu biti smještene u manju garažu.
Zbog simetrije, može se argumentirati da je iz perspektive ljestava duljina garaže kontrahirana i zbog toga se ljestve uopće ne mogu smjestiti u nju. 

## Relativna simultanost
Rješenje ove dileme leži u činjenici da ono što jedan promatrač (tj. garaža) smatra simultanim ne korespondira s onim što drugi promatrač (tj. ljestve) smatra simultanim (relativna simultanost). Najjednostavniji način promatranja je zamišljanje garaže s dvojim vratima koja se otvaraju da bi uskladištila ljestve i propustila ljestve van na drugu stranu.
Iz perspektive ljestava događa se da se najprije jedna vrata zatvaraju i otvaraju i zatim, nakon što garaža prođe oko ljestava, druga vrata se zatvaraju i otvaraju.
Situacija je ilustrirana u donjem Minkowskijevom dijagramu. Dijagram je u referentnom okviru mirovanja garaže. Okomita plava traka pokazuje garažu u prostorvremenu, crvena vodoravna traka pokazuje ljestve u prostorvremenu. x i t os su osi prostora i vremena garaže, a {\displaystyle x'} i {\displaystyle t'} osi prostora i vremena ljestava. Ljestve se kreću brzinom  {\displaystyle v=c{\sqrt {1/2}}} u pozitivnom smjeru osi x, stoga je {\displaystyle \gamma ={\sqrt {2}}}. Kako svjetlost putuje brzinom vrlo bliskoj jednoj stopi (=12 inča) u nanosekundi koristit ćemo te jedinice tako da je {\displaystyle c=1}ft/ns. Garaža je mala,  dugačka G=10 stopa, a ljestve su dugačke L=12 stopa. U referentnom okviru garaže, početak ljestava će dodirnuti stražnju stranu garaže u vremenu {\displaystyle t_{A}=G/v\approx 14.14} ns. To je prikazano kao događaj A na dijagramu. Svi pravci paralelni x osi garaže bit će simultani promatraču iz garaže, tako da će plava linija AB biti ono što će promatrač iz garaže vidjeti kao ljestve u vrijeme događaja A. Ljestve su smještene unutar garaže. Iz perspektive promatrača na ljestvama, crvena linija AC je ono što promatrač vidi kao ljestve – stražnji kraj ljestava je izvan garaže.
Koristeći jednodimenzionalne Lorentzove transformacije (vidjeti posebna relativnost) dobivamo:
| Događaj             | Okvir garaže                                                                                                 | Okvir ljestava                                                                           |
| ------------------- | --- | ---------------------------------------------------------------------------------------- |
| {\displaystyle A\,} | {\displaystyle t_{A}={\frac {G}{v}}\approx 14.14\,} ns {\displaystyle x_{A}=L=10\,} ft                       | {\displaystyle t_{A}^{'}={\frac {G}{\gamma v}}=10\,} ns {\displaystyle x_{A}^{'}=0\,} ft |
| {\displaystyle B\,} | {\displaystyle t_{B}=t_{A}\approx 14.14\,} ns {\displaystyle x_{B}=G-{\frac {L}{\gamma }}\approx 1.514\,} ft | {\displaystyle t_{B}^{'}=18.48\,} ns {\displaystyle x_{B}^{'}=-L=-12\,} ft               |
| {\displaystyle C\,} | {\displaystyle t_{C}\approx 2.142\,} ns {\displaystyle x_{C}\approx -6.971\,} ft                             | {\displaystyle t_{C}^{'}=10\,} ns {\displaystyle x_{C}^{'}=-12\,} ft                     |
| {\displaystyle D\,} | {\displaystyle t_{D}=12\,} ns {\displaystyle x_{D}=0\,} ft                                                   | {\displaystyle t_{D}^{'}=16.97\,} ns {\displaystyle x_{D}^{'}=-12\,} ft                  |

## Rješenje paradoksa
Kada statična garaža obuhvati ljestve u gibanju, ono što se zatim događa je da 1) ljestve nastavljaju gibanje na drugu stranu izvan garaže (gornji primjer garaže s dvojim vratima) ili 2) ljestve u cijelosti stanu u garažu.
Promatrajući samo slijed, možemo reći da je svaka točka ljestava simultano u mirovanju sa stajališta garaže. Iz perspektive ljestava to ne može biti istina. Ljestve doživljavaju usporavanje točku po točku, dok konačno cijele ljestve ne usporavaju. Drugim riječima, ljestve se 'skraćuju' zbog vlastitog usporavanja ulazeći u inercijski referentni okvir garaže. Tako se iz obje perspektive ljestve mogu smjestiti u garažu. (Nakon toga, kako se više ne kreću relativno u odnosu na garažu, ljestve se mogu vratiti na originalnu duljinu, uzrokujući pri tome moguću štetu po sebe i garažu.)